# Герекмезян, Мари
Мари Герекмезян (арм. Մարի Կերեքմէզեան; 1913—1947) — турецкий скульптор армянского происхождения. Была одной из первых женщин-скульпторов Турции. Была любовницей известного турецкого поэта и живописца Бедри Рахми Эйюбоглу.

## Биография
Мари Герекмезян родилась в деревне Талас в Кайсери, Османская империя. Посещала местную начальную армянскую школу «Варт Базриг».
Она переехала в Стамбул, где училась в армянской школе имени Есаяна. Во время учебы там Герекмезян имела возможность познакомиться с известным турецким писателем Ахметом Хамди Танпынаром. Танпынар вдохновил Герекмезяна на получение учёной степени по философии. Она поступила в Стамбульский университет. Она стала приглашенной студенткой на кафедре скульптуры Университета изящных искусств имени Мимара Синана, где Бедри Рахми Эйюпоглу был её ассистентом. Она создала его бюст. В Академии её учил известный немецкий скульптор Рудольф Беллинг.
Герекмезян была преподавательницей искусства и армянского языка в средних школах Гетронагана и Есаян в Стамбуле. Она также преподавала в начальной школе Арти Гиртарана в Стамбуле, которая открыта до сих пор.
В 1946 году Герекмезян заболела туберкулёзным менингитом. В связи со Второй мировой войной, которая только что закончилась, медицина была очень дорогой. Бедри Рахми продал многие свои картины, но не смог спасти Герекмезян. Герекмезян умерла в 1947 году в возрасте 35 лет, похоронена на Армянском кладбище Шишли.
Именно это и заставило Бедри Рахми начать пить. В 1949 году, когда он читал стихотворение «Büyük Kulüp», он разрыдался. Из-за этого его жена, Эрен Эйюпоглу, покинула их дом и начала жить во Франции. Его жена и дети позже вернутся к нему, но его жена никогда не забывала об этом.

## Творчество
Большая часть работ Герекмезян потерялись. Её другие произведения искусства находятся в «Resim ве Heykel Muzesi» (музей живописи и скульптуры) в Стамбуле и в частных коллекциях. Некоторые из самых известных произведений Мари Герекмезян:
- Бюст профессора Нешета Омера (1943)
- Бюст профессора Секипа Тунча (1943)
- Маска Патрика Месроб Тина (1944)
- Бюст Яхья Кемаль Беятли (1945)
- Бюст Бедри Рахми Эйюбоглу

## Премии
Герекмезян была награждена премией Анкарского скульптурного экспоната за её бюсты профессора Нешета Омера и профессора Шекипа Тунча в 1943 году. Она получила премию «За первое место» на государственной выставке изобразительного искусства в Анкаре за бюст поэта Яхьи Кемаля Бейатлы в 1945 году.

## Наследие
Армянская средняя школа «Гетронаган» в Стамбуле в декабре 2012 года открыла выставку для Мари Герекмезян, организованную известным армяно-турецким фотографом Ара Гюлером.